# Эсиха (футбольный клуб)
«Эсиха» (исп. Écija Balompié) — испанский футбольный клуб из одноимённого города, в провинции Севилья в автономном сообществе Андалусия. Клуб основан в 1968 году, домашние матчи проводит на стадионе «Сан Пабло», вмещающем 5 500 зрителей. В Примере команда никогда не выступала, лучшим результатом является 13-е место в Сегунде в сезоне 1995/96.

## Сезоны по дивизионам
- Сегунда — 2 сезона
- Сегунда B — 20 сезонов
- Терсера — 7 сезонов
- Региональная лига — 19 сезонов

## Достижения
- Сегунда B
  - Победитель: 2007/08

## Известные игроки и воспитанники
- Вели Касумов
- Сальва Бальеста
- Рафаэль Гордильо
- Нолито
- Уилфред Агбонавбаре
- Душан Петкович